# Đời thường
Đời thường (hay lát cắt cuộc sống, slice of life) là cách mô tả những trải nghiệm trần tục trong nghệ thuật và giải trí.  Trong nhà hát, nó đề cập đến chủ nghĩa tự nhiên, trong khi theo cách nói văn học, nó là một kỹ thuật kể chuyện trong đó một chuỗi các sự kiện dường như tùy tiện trong cuộc sống của một nhân vật được trình bày, thường thiếu phát triển cốt truyện, xung đột và phơi bày, và thường có một kết thúc mở.

## Phim và sân khấu
Theo cách nói của sân khấu, thuật ngữ của cuộc sống đề cập đến một đại diện tự nhiên của cuộc sống thực , đôi khi được sử dụng như một tính từ, như trong "một vở kịch với" cuộc đối thoại của cuộc sống ".  Thuật ngữ này bắt nguồn từ năm 1890 và 1895 như một từ calque từ cụm từ tiếng Pháp tranche de vie , được ghi nhận cho nhà viết kịch người Pháp Jean Jullien (1854 Phép1919).

Jullien đã giới thiệu thuật ngữ này không lâu sau khi dàn dựng vở kịch The Serenade , như Wayne S. Turney đã ghi chú trong bài tiểu luận "Ghi chú về chủ nghĩa tự nhiên trong nhà hát": 
 Serenade được giới thiệu bởi Théâtre Libre vào năm 1887.  Đó là một ví dụ điển hình của rosserie , nghĩa là, đóng vai đối phó với những nhân vật tham nhũng, phá sản về mặt đạo đức , những người dường như đáng kính trọng, "những kẻ xấu cười, mỉm cười, chết tiệt.  .  . "  Jullien đã cho chúng ta một apothegm nổi tiếng xác định chủ nghĩa tự nhiên trong Nhà hát Cuộc sống (1892): "Một vở kịch là một lát cắt của cuộc sống được đưa lên sân khấu với nghệ thuật."  Ông tiếp tục nói rằng "... mục đích của chúng tôi không phải là tạo ra tiếng cười, mà là suy nghĩ."  Anh ấy cảm thấy rằng câu chuyện của một vở kịch không kết thúc với bức màn, theo anh, "chỉ một sự gián đoạn tùy ý của hành động khiến khán giả tự do suy đoán về những gì diễn ra ngoài mong đợi của bạn.  .  . "  
 Trong những năm 1950, cụm từ này thường được sử dụng trong các bài phê bình về các bộ phim truyền hình trực tiếp, đáng chú ý là teleplays của JP Miller , Paddy Chayefsky , và Reginald Rose .  Vào thời điểm đó, đôi khi nó được sử dụng đồng nghĩa với thuật ngữ hiện thực bồn rửa nhà bếp được sử dụng từ các bộ phim và nhà hát của Anh.

## Văn chương
Theo cách nói văn học, thuật ngữ "slice of life" dùng để chỉ một kỹ thuật kể chuyện thể hiện một mẫu dường như tùy tiện về cuộc sống của một nhân vật , thường thiếu cốt truyện mạch lạc, xung đột hoặc kết thúc.  Câu chuyện có thể có ít tiến triển cốt truyện và thường không có sự phơi bày , xung đột, hoặc dénouement , nhưng có một kết thúc mở.  Một tác phẩm tập trung vào việc tái tạo phút và trung thực của một chút hiện thực, không có sự lựa chọn, tổ chức hay phán xét và mỗi chi tiết nhỏ nhất được trình bày với sự trung thực khoa học là một ví dụ của tiểu thuyết "lát cắt cuộc sống".  Điều này được thể hiện trong trường hợp tiểu thuyết A Woman's Life của Guy de Maupassant , kể về câu chuyện của một người phụ nữ đã chuyển một tình yêu không được đáp lại cho chồng mình thành một tình cảm bệnh hoạn với con trai mình.
Ở Hoa Kỳ, những câu chuyện về cuộc sống được đặc biệt chú trọng bởi trường phái Chicago vào cuối thế kỷ 19, thời kỳ mà tiểu thuyết và khoa học xã hội trở thành những hệ thống diễn ngôn khác nhau.  Chúng tạo ra các văn bản văn học của các tác giả nghiên cứu được viết để thể hiện các câu chuyện của chủ đề và chủ nghĩa hiện thực xã hội không có tình cảm bằng ngôn ngữ của người bình thường.  Nó hình thành một phần của chủ nghĩa tự nhiên cuối thế kỷ 19 và đầu thế kỷ 20 trong văn học, được lấy cảm hứng từ sự thích nghi của các nguyên tắc và phương pháp của khoa học xã hội như quan điểm của Darwin về tự nhiên.  Phong trào là một sự mở rộng của chủ nghĩa hiện thực, trình bày sự đại diện trung thành của thực tế mà không phán xét đạo đức.  Một số tác giả, đặc biệt là các nhà viết kịch, đã sử dụng nó bằng cách tập trung vào "nền tảng của cuộc sống" để phơi bày các bệnh xã hội và các quy tắc xã hội đàn áp với mục đích gây sốc cho khán giả để họ kêu gọi cải cách xã hội .

## Manga và Anime Nhật Bản
Cuốn sách "Tìm hiểu về manga và anime" (Understanding Manga and Anime) của Robin E. Brenner năm 2007 cho rằng trong anime và manga , "slice of life" là một thể loại gần giống với melodrama hơn là kịch , giáp với sự ngớ ngẩn do số lượng lớn các sự kiện kịch tính và hài hước trong nhịp rất ngắn.  Thể loại này chiếm một phần lớn trong thị trường truyện tranh Nhật Bản và thường tập trung vào trường học, đây là lực lượng thống trị nhất trong cuộc sống của những người trẻ tuổi, bao gồm các mối quan hệ giữa các cá nhân cả trong và ngoài gia đình của họ.  Chủ đề thường bao gồm từ tuổi vị thành niên, mối quan hệ giữa các cá nhân, gia đình, lãng mạn, cho đến giả tưởng và khoa học viễn tưởng.  Một đặc điểm chung trong lát cắt của anime và manga cuộc sống là sự nhấn mạnh của họ về tính thời vụ hoặc thủ tục. Cài đặt các bài tường thuật thường sẽ bao gồm các quán cà phê và nhà hàng và cũng giới thiệu các xu hướng hoặc nhóm cụ thể, thường đến từ những người ngoài xã hội.